# Tariq Owens
Tariq Amir Owens, né le 30 juin 1995 à Odenton dans le Maryland, est un joueur américain de basket-ball. Il évolue au poste d'ailier fort.

## Biographie

### Carrière professionnelle
Le 21 juin 2019, lors de la draft 2019 de la NBA, automatiquement éligible, il n'est pas sélectionné.
Le 15 janvier 2020, après 23 rencontres disputées à l'étage inférieur, il signe un contrat two-way avec les Suns de Phoenix.